# Xanthomelanodes pictipes
Xanthomelanodes pictipes är en tvåvingeart som först beskrevs av Jacques-Marie-Frangile Bigot 1889.  Xanthomelanodes pictipes ingår i släktet Xanthomelanodes och familjen parasitflugor.
Artens utbredningsområde är Washington. Inga underarter finns listade i Catalogue of Life.